# Skłóceni z życiem
Skłóceni z życiem (ang. The Misfits) – amerykański dramat z 1961 w reżyserii Johna Hustona.
Był to ostatni film w filmografii Marilyn Monroe (następnego filmu już nie dokończyła) i Clarka Gable’a (doznał zawału dwa dni po skończeniu zdjęć do filmu i wkrótce zmarł) oraz jeden z ostatnich Montgomery’ego Clifta. Scenariusz filmu napisał Arthur Miller, ówczesny mąż Monroe, specjalnie dla niej. Film miał pokazać jej talent dramatyczny, niedoceniany przez producentów i widzów.

## Obsada
- Marilyn Monroe jako Roslyn Taber
- Clark Gable jako Gay Langland
- Montgomery Clift jako Perce Howland
- Eli Wallach jako Guido
- Thelma Ritter jako Isabelle Steers
- Kevin McCarthy jako Raymond Taber
- Philip Mitchell jako Charles Steers
- Rex Bell jako stary kowboj

## Fabuła
Piękna Roslyn Taber, świeżo po rozwodzie spotyka dwójkę przyjaciół Gaya i Guido. Zamierzają spędzić kilka dni poza miastem, w domu Guida, aby wypocząć i zrelaksować się. Na początku wszystko przebiega gładko, ale kiedy obaj mężczyźni zakochują się w Roslyn, której towarzyszy Isabelle Steers – przyjaciółka, ujawniają się negatywne cechy charakteru – w ich wzajemne stosunki wkrada się rywalizacja i zazdrość. Wkrótce Gay spotyka starego znajomego Perce’a, po czym cała czwórka wybiera się zapolować na dzikie konie i wtedy emocje sięgają zenitu. Finałowa scena filmu, w której bohaterowie grani przez Marilyn Monroe i Clark Gable odjeżdżają ciężarówką w promieniach zachodzącego słońca, była jedyną, której John Huston nie kazał powtarzać.